# Federico da Montefeltro
Federico da Montefeltro, definito dalla storiografia moderna come Federico III da Montefeltro (Gubbio, 7 giugno 1422 – Ferrara, 10 settembre 1482), è stato un condottiero e duca italiano, capitano di ventura e famoso signore rinascimentale.
Conte di Montefeltro, di Urbino e di Castel Durante, ebbe signoria su molti altri luoghi, arrivando ad assurgere al rango di duca di Urbino, dal 1474 alla morte. Nel 1437 sposò in prime nozze Gentile Brancaleoni (1416-1457), figlia del signore di Mercatello e Sant'Angelo in Vado Bartolomeo Brancaleoni; in seconde nozze, nel 1460, Battista Sforza (1446-1472), figlia di Alessandro Sforza signore di Pesaro. Impiegò gli enormi guadagni derivati dalle condotte militari per mantenere una splendida corte, ma soprattutto per edificare il Palazzo Ducale d'Urbino e il Palazzo Ducale di Gubbio, per rafforzare le difese militari dello stato con la costruzione e la ristrutturazione delle rocche, e per allestire una delle più celebri biblioteche dell'epoca. Per questo è ricordato come uno dei principali mecenati del Rinascimento italiano. Amico intimo di Piero della Francesca, era definito "la luce dell'Italia", che dipinse il dittico dei duchi di Urbino esposto alla Galleria degli Uffizi; in questo ritratto il volto di Federico assume la forma fisica dello stesso territorio e in definitiva ne celebra, in modo simbolico, la reciproca appartenenza

## Biografia
Federico da Montefeltro nacque a Gubbio nel 1422, figlio naturale di Guidantonio da Montefeltro e di una donna nubile. Federico fu poi legittimato con una bolla papale emessa da papa Martino V. Tuttavia leggende e ipotesi fantasiose hanno costellato nei secoli passati i suoi natali. Secondo alcuni storici, egli sarebbe stato figlio di Elisabetta degli Accomanducci di Monte Falcone dei conti del castello di Petroia. L'opinione maggiormente condivisa al giorno d'oggi è che egli fosse figlio di Aura, a sua volta figlia naturale di Guidantonio, e di suo marito Bernardino Ubaldini, e che fosse stato fatto passare per figlio di Guidantonio. In ogni caso, Federico si considerò, pubblicamente, sempre figlio di quest'ultimo.
Federico da Montefeltro trasformò il ducato di Urbino in un importantissimo centro artistico e culturale, secondo in Italia solo a quello di Lorenzo il Magnifico a Firenze.

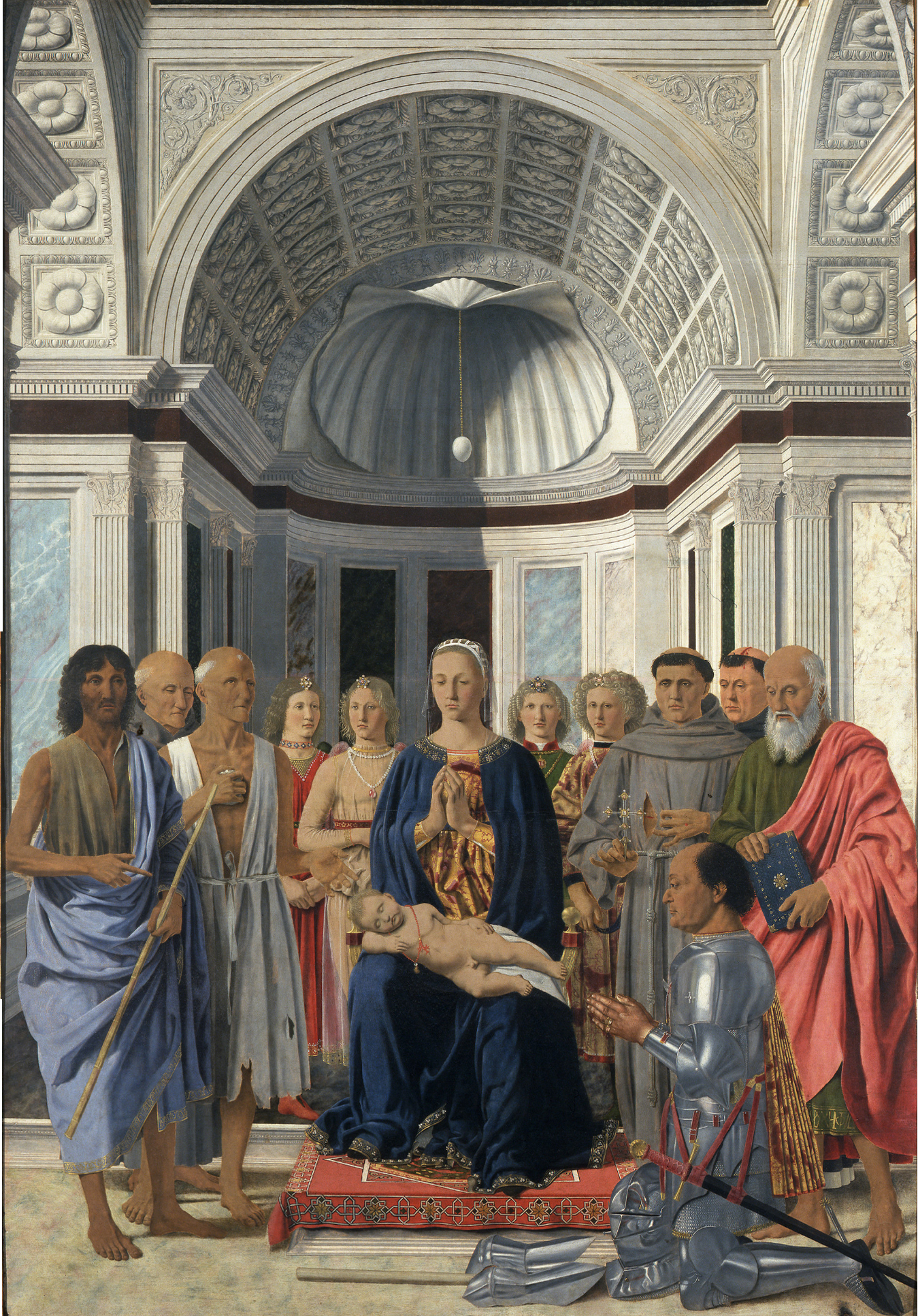
Piero della Francesca, Pala di Brera, con Federico da Montefeltro inginocchiato a destra

Introdotto a corte solo nel 1424, dopo la morte della contessa Rengarda Malatesta, prima moglie di Guidantonio, ne venne allontanato nel 1427 alla nascita di Oddantonio, figlio legittimo del conte di Urbino e della seconda moglie Caterina Colonna. Passò l'infanzia dapprima nel monastero benedettino di Gaifa, presso Urbino, poi - per volontà del conte Guidantonio - presso la corte di Giovanna Alidosi, vedova del conte Bartolomeo Brancaleoni; nel 1433 fu inviato a Venezia come ostaggio e successivamente visse Mantova, dove frequentò la celebre scuola di Vittorino da Feltre (Ca' Zoiosa). In quella circostanza venne armato cavaliere dall'imperatore Sigismondo di Lussemburgo (1433). Dopo essere tornato in patria sposò nel 1437 Gentile Brancaleoni, ottenendo in tal modo la terra di Mercatello, con numerosi castelli, per i quali venne creato conte nel 1443.
Nel 1438 ricevette il comando della compagnia militare detta "Feltria", creata in società da Bernardino Ubaldini e da Guidantonio da Montefeltro, e militante nell'esercito visconteo comandato da Niccolò Piccinino. Il 22 luglio 1444 a Urbino viene barbaramente assassinato il fratellastro Oddantonio. Federico si reca in città, firma una convenzione con il comune nella quale è prevista l'immunità per i congiurati e viene acclamato Signore. Con analoghe forme prenderà possesso di tutti i domini aviti. L'estraneità di Federico all'assassinio è stata messa in dubbio dai più (contemporanei e storici moderni). Alleato di Francesco Sforza, nel 1445 acquistò la signoria di Fossombrone da Galeazzo Malatesta senza autorizzazione papale, cosa che gli costò la scomunica, tolta solo due anni dopo dal papa Niccolò V.
Nel 1447 ottenne per la prima volta la piena legittimazione del potere con la concessione del vicariato apostolico in temporalibus. In quegli anni Federico si sbarazzò delle ultime opposizioni interne. Nel 1446 sventò la cosiddetta congiura di carnevale, nella quale risultarono coinvolti importanti esponenti della famiglia comitale e della corte di Oddantonio, ovvero Antonio di Niccolò da Montefeltro, Francesco di Vico e Giovanni di San Marino, che furono tutti decapitati; nel 1447 soppresse nel sangue la rivolta di Fossombrone, sobillata (come la congiura di carnevale) dal signore di Rimini Sigismondo Pandolfo Malatesta (la città venne messa a ferro e fuoco per tre giorni, affinché fosse da monito, in tutto il Montefeltro, di quale fosse la sorte di chiunque avesse osato la ribellione).
Federico si faceva raffigurare sempre dal suo lato sinistro della faccia a causa della perdita dell'occhio destro in uno scontro armato imprecisato, forse il torneo del 1450 organizzato per commemorare l'ascesa di Francesco Sforza al titolo di duca di Milano. Sebbene si sia ritenuto per un certo periodo che Federico si fosse fatto praticare un taglio sul naso per ampliare la visuale dell'occhio sinistro rimastogli, è molto probabile che il ponte nasale gli fosse stato frantumato dallo stesso colpo di lancia che gli distrusse l'occhio.

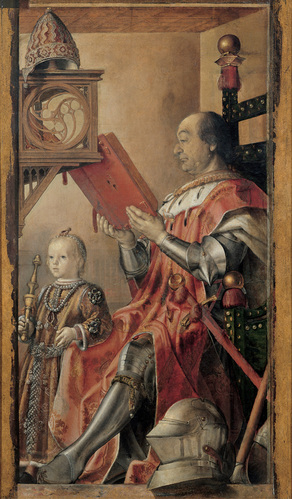
Pedro Berruguete, Federico di Montefeltro con il figlio Guidobaldo

L'azione politica militare del conte di Urbino fu per lo più indirizzata a contenere e contrastare quella di Sigismondo Pandolfo Malatesta, signore di Rimini. I contrasti tra le due casate avevano origini antiche, risalenti alla metà del Duecento, ma si acuirono e si smorzarono a fasi alterne. Alle ragioni politiche (territoriali ed economiche) si aggiunse una profonda antipatia personale. Le scelte di schieramento e i passaggi di alleanza furono spesso dettati dalla forte contrapposizione tra i due. L'epilogo avvenne nel 1462 nella battaglia del Cesano. Sigismondo fu costretto a ripiegare e da allora, nel giro di pochi mesi, perse tutti i domini a esclusione di Rimini. Federico, che agiva come capitano del papa, si avvantaggiò ottenendo ampi possedimenti nel Montefeltro (1463).
Nel 1472 fu incaricato di prendere possesso, alla testa di seimila armati, di Volterra per conto di Firenze che rischiava di perdere il controllo delle miniere di allume appena scoperte nelle colline metallifere. Trovandosi di fronte un esercito di popolo, composto anche da contadini, i mercenari di Federico da Montefeltro si abbandonarono a terribili saccheggi e vaste distruzioni.
Nel 1474 Federico raggiunse l'apice del prestigio ottenendo il titolo ducale di Urbino dal papa Sisto IV, che gli concesse anche l'Ordine equestre di San Pietro. In quell'anno fu anche aggregato all'Ordine dell'Ermellino dal re Ferdinando I di Napoli e nell'Ordine della Giarrettiera dal re Edoardo IV d'Inghilterra.

### La guerra contro Firenze
Recenti studi dimostrano che fu, assieme al papa Sisto IV, uno degli artefici della memorabile congiura dei Pazzi avvenuta nel 1478 all'interno del Duomo di Firenze con lo scopo di eliminare Lorenzo de' Medici e il fratello Giuliano. Federico dispose in favore dei congiurati truppe per 600 uomini alle porte di Firenze. Al tempo non venne accusato. Attivo nell'organizzazione della congiura fu Pietro Felici, segretario del duca di Urbino.

### La guerra di Ferrara
Morì, colpito da una malattia infettiva, probabilmente malaria, durante la guerra di Ferrara il 10 settembre 1482, mentre comandava l'esercito del duca di Ferrara, opposto a quello papale e veneziano, e fu sepolto nella chiesa di San Bernardino in Urbino.

## Condotte militari
Dopo l'esperienza fatta nell'esercito visconteo comandato dal Piccinino (1438-1441) è al servizio del re di Napoli contro Francesco Sforza (1442).
Dopo la presa del potere, nel 1444 passa a Francesco Sforza e alla Repubblica fiorentina.
Nel 1450 lascia la condotta fiorentina per il solo Sforza, divenuto duca di Milano. A partire dall'anno successivo è con il re di Napoli.
- Nel 1458 è nominato capitano generale dell'esercito dello Stato della Chiesa.
- Dal 1460 è capitano generale per l'alleanza di Milano, Napoli e la Chiesa.
- Dal 1466 è capitano generale per l'alleanza tra Milano, Napoli e Firenze.
- Nel 1467 prende parte alla battaglia della Riccardina.
- Dal 1474 è capitano generale per Napoli e Gonfaloniere per la Chiesa.
- Nel 1482 è capitano generale per l'alleanza tra Ferrara, Firenze, Napoli e Milano nella guerra di Ferrara, contro la Chiesa e Venezia.

L'apoteosi delle azioni militari venne raggiunta con la presa di Volterra per conto di Firenze nel 1472. Ma innumerevoli sono state le sue vittorie, spesso conquistate con stratagemmi diversi volti a evitare scontri armati. Si dimostrerà magnanimo con chi si arrendeva, spietato con quanti resistevano.

## Lo Stato
Federico fu:
- conte di Montefeltro per nascita (titolo imperiale risalente al XIII secolo), ma come i suoi predecessori non ebbe il dominio dell'intera regione storica se non dopo il 1463;
- conte di Urbino per nascita (titolo imperiale risalente al 1226);
- conte di Mercatello per investitura pontificia del 1443 dei territori portati in dote dalla moglie Gentile Brancaleoni (cedette i domini a Ottaviano degli Ubaldini nel 1474);
- conte di Castel Durante per nascita (titolo ottenuto dal padre nel 1424 per investitura pontificia);
- signore di Gubbio, Cagli, Cantiano e Frontone per nascita (titoli sempre ottenuti dal padre nel 1424 per investitura pontificia);
- signore di Sassocorvaro, dalla successione del 1444, di Fossombrone dal 1445, Pergola dal 1459 e di numerosi castelli minori del Montefeltro a partire dal 1463.

Nel 1474 venne elevato al rango di duca di Urbino, ma lo stato continuò a mantenere il precedente carattere composito di città, terre e castelli che si reggevano con propri statuti, governati dal Montefeltro per accordi e patti giurati, quindi sotto la veste giuridica del Vicariato apostolico in temporalibus concesso dal Pontefice.

## Mecenatismo
Alla corte di Federico operarono gli architetti Maso di Bartolomeo, Luciano Laurana e Francesco di Giorgio Martini; quest'ultimo sarà anche artista a tutto tondo e verrà inserito a corte come suo consigliere personale, essendo suo amico e confidente. Numerosi pittori operarono per Federico. Tra essi Piero della Francesca, intimo amico di Federico, ma anche Paolo Uccello, Giusto di Gand e Pedro Berruguete.
Egli fu, in vita, continuo coltivatore dell'erudizione personale, grazie probabilmente alla sua permanenza e formazione nei monasteri benedettini durante gli anni di fanciullezza; per questo favorì e sostenne le arti e la cultura in generale. Tra i suoi protetti ci fu anche il matematico Luca Pacioli.
La famosa biblioteca di Federico, unica in quell'epoca per vastità e pregio, venne realizzata in collaborazione con il libraio fiorentino Vespasiano da Bisticci, suo principale fornitore: tra i copisti e miniatori che lavorarono presso lo Scriptorium urbinate ci fu anche Federico Veterani. L'intera biblioteca (che insieme ai volumi raccolti dai successori di Federico raggiunse una consistenza di oltre 1760 codici manoscritti) venne acquistata per 10.000 scudi dal papa Alessandro VII Chigi nel 1657 che di fatto la salvò dalla dispersione. Da allora costituisce il nucleo più importante della Biblioteca apostolica vaticana.

## L'alleanza con Roma e la religiosità personale

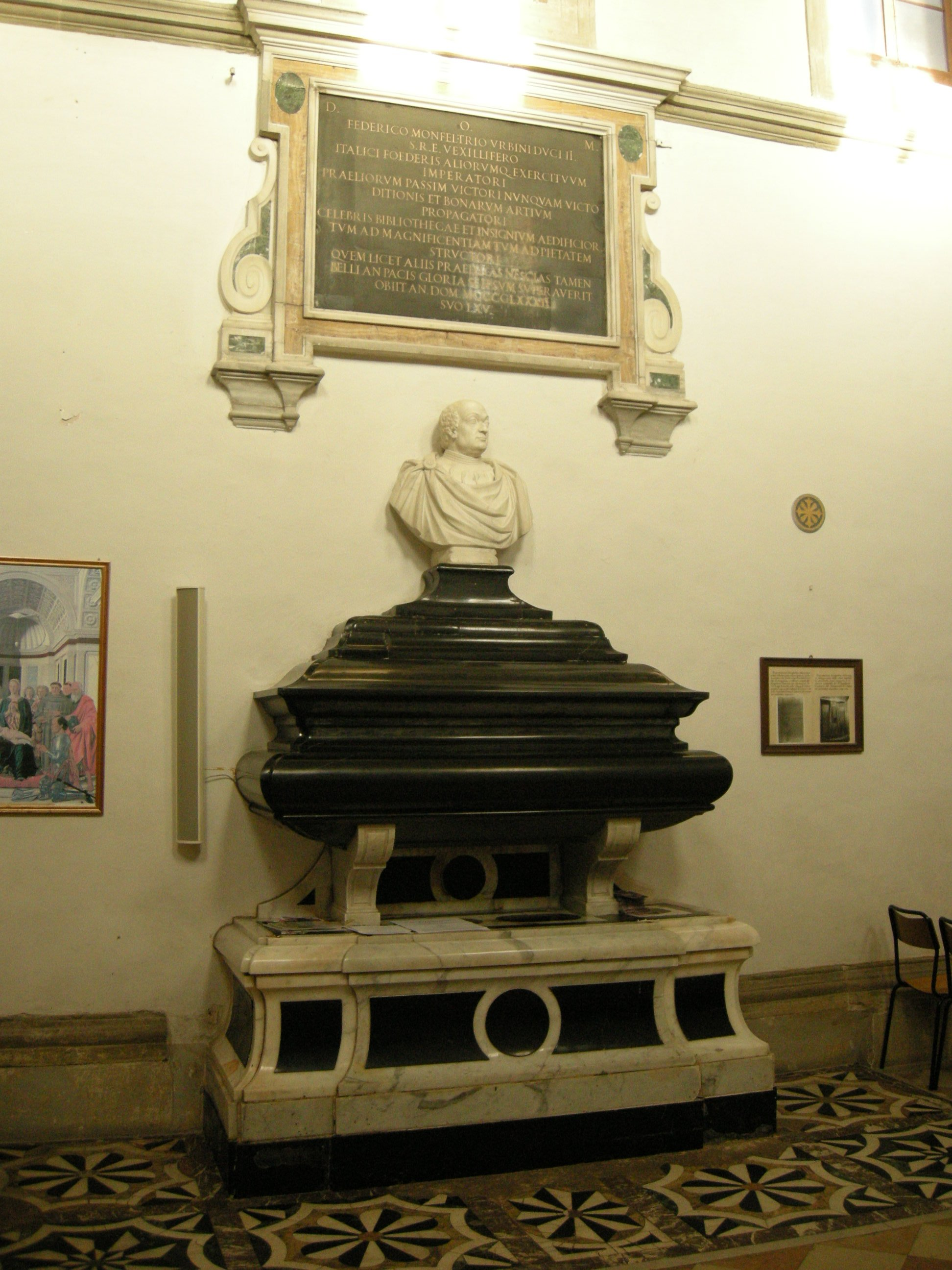
Chiesa di San Bernardino a Urbino:
tomba di Federico da Montefeltro e del figlio Guidobaldo

Trascorse i primi anni di vita con i monaci dell'Abbazia benedettina di Gaifa, nei pressi di Urbino. Questi trasmisero al giovane Federico un marcato senso del sacro. Successivamente egli venne educato severamente alla condotta religiosa da alcuni precettori personali - camaldolesi provenienti dall'importante monastero di Fonte Avellana, situato non lontano da Gubbio, nel territorio del Ducato - in un contesto familiare (i Montefeltro), già Vicari Apostolici e imparentati con il papa Martino V. Ma l'incontro fondamentale della sua vita religiosa sarà quello con san Bernardino da Siena nel 1435. Durante la permanenza del Santo nella terra dei Montefeltro infatti, Bernardino ebbe la simpatia e la stima di Federico che, frequentandolo, fruì della sua direzione spirituale rimanendone segnato nel carattere per tutta la vita.
Nella sua preziosa biblioteca Federico possedeva una rarissima copia miniata della Bibbia da lui commissionata per uso personale, detta appunto Bibbia Montefeltro, oggi conservata nella Biblioteca Apostolica Vaticana. Questo testo seguiva sempre il Duca per la preghiera e la lettura personale, anche durante le sue condotte militari. A causa della professata fede egli venne nominato dal papa Pio II e successivamente confermato da Paolo II e Sisto IV come Gonfaloniere della Chiesa. Fu inoltre capitano generale della Chiesa nonché consigliere politico di papa Sisto IV.

## Discendenza
Dalla prima moglie Gentile Brancaleoni, essendo ella sterile, non ebbe figli.
Da Battista Sforza, la moglie più amata, ebbe:
- n.n., nata il 16 dicembre 1460 e morta nel febbraio 1461[11];
- Elisabetta (Urbino, 1462-Venezia, 1521?), che sposò nel 1475 Roberto Malatesta signore di Rimini; rimasta vedova si ritirò nel convento di S. Chiara a Urbino col nome di Chiara;
- Giovanna (Urbino, 1463-Urbino, 1513), che sposò nel 1474 Giovanni della Rovere, duca di Sora, Arce e Senigallia;
- Costanza (Urbino, 1466-Napoli, 1518), che sposò nel 1483 Antonello Sanseverino, principe di Salerno e conte di Marsico;
- Agnese (Gubbio, 1470-Roma, 1523), che sposò nel 1488 Fabrizio Colonna duca dei Marsi e di Paliano, conte di Tagliacozzo e Celano;
- Aura, della quale non si hanno notizie;
- Violante, della quale non si hanno notizie;
- Girolama, della quale si sa solo che morì l'11 luglio 1482[12].
- Guidobaldo (Gubbio, 1472-Fossombrone, 1508), duca di Urbino, che sposò nel 1489 Elisabetta Gonzaga.

Ebbe inoltre, in gioventù, numerosi figli naturali, tutti legittimati:
- Buonconte (Urbino, 1441 o 1444 - Sarno, luglio 1458), legittimato da Papa Niccolò V il 7 agosto 1454, morì a sedici anni di peste[13];
- Antonio (Urbino, 1445 - Gubbio, 1500), conte di Cantiano e rettore di Sant'Agata Feltria dal 1482 al 1500, suo luogotenente ed erede d'armi, che sposò nel 1487 Emilia Pio di Savoia, figlia del conte Marco II signore di Carpi e Sassuolo;
- Gentile (Urbino, 1458 - Pesaro 1529), che sposò nel 1463 Carlo Malatesta conte di Chiaruggiolo e, rimasta vedova, nel 1469 Agostino Fregoso, signore di Voltaggio.

Impresa di Federico

- Impresa di FedericoElisabetta (Urbino, 1445 - Roma, 1503),[14] che sposò Roberto di San Severino, conte di Cajazzo.[15][16][17] L'esistenza di questa figlia è tuttavia stata messa in dubbio, in quanto compare solo in alcune genealogie moderne, mentre nessuna traccia si trova nelle fonti stesse. Poiché Roberto fu sposato con Giovanna da Correggio tra il 1447 e il 1467 e con Lucrezia Malavolti dal 1473 fino alla morte, un eventuale matrimonio con questa Elisabetta si collocherebbe fra il 1467 e il 1473, ma è più ragionevole pensare a un errore dei genealogisti, che abbiano confuso Roberto Malatesta (marito, appunto, di una Elisabetta da Montefeltro) con Roberto Sanseverino, come non di rado accadeva, essendo chiamati entrambi all'interno delle fonti "Signor Roberto", senza               distinzione di cognome.[18]

## Ascendenza
|                                                   |   |                      | Genitori                 |  |  | Nonni |  |  | Bisnonni                   |  |  | Trisnonni            |  |
|                                                   |   |                      |                          |  |  |       |  |  | Federico II da Montefeltro |  |  | Nolfo da Montefeltro |  |
|                                                   |   |                      |                          |  |  |       |  |  | Federico II da Montefeltro |  |  | Nolfo da Montefeltro |  |
|                                                   |   | Margherita Gabrielli |                          |  |  |       |  |  | Federico II da Montefeltro |  |  |                      |  |
| Antonio II da Montefeltro                         |   |                      |                          |  |  |       |  |  | Federico II da Montefeltro |  |  |                      |  |
|                                                   |   | Teodora Gonzaga      | Ugolino Gonzaga          |  |  |       |  |  |                            |  |  |                      |  |
|                                                   |   | Teodora Gonzaga      | Ugolino Gonzaga          |  |  |       |  |  |                            |  |  |                      |  |
|                                                   |   | Teodora Gonzaga      | Emilia della Gherardesca |  |  |       |  |  |                            |  |  |                      |  |
| Guidantonio da Montefeltro                        |   | Teodora Gonzaga      |                          |  |  |       |  |  |                            |  |  |                      |  |
|                                                   |   | Giovanni III di Vico | ?                        |  |  |       |  |  |                            |  |  |                      |  |
|                                                   |   | Giovanni III di Vico | ?                        |  |  |       |  |  |                            |  |  |                      |  |
|                                                   |   | Giovanni III di Vico | ?                        |  |  |       |  |  |                            |  |  |                      |  |
| Agnesina di Vico                                  |   | Giovanni III di Vico |                          |  |  |       |  |  |                            |  |  |                      |  |
|                                                   |   | ?                    | ?                        |  |  |       |  |  |                            |  |  |                      |  |
|                                                   |   | ?                    | ?                        |  |  |       |  |  |                            |  |  |                      |  |
|                                                   |   | ?                    | ?                        |  |  |       |  |  |                            |  |  |                      |  |
| Federico da Montefeltro                           |   | ?                    |                          |  |  |       |  |  |                            |  |  |                      |  |
|                                                   | ? | ?                    |                          |  |  |       |  |  |                            |  |  |                      |  |
|                                                   | ? | ?                    |                          |  |  |       |  |  |                            |  |  |                      |  |
|                                                   | ? | ?                    |                          |  |  |       |  |  |                            |  |  |                      |  |
| Guido Paolo di Matteo da Urbino, conte di Petroia | ? |                      |                          |  |  |       |  |  |                            |  |  |                      |  |
|                                                   |   | ?                    | ?                        |  |  |       |  |  |                            |  |  |                      |  |
|                                                   |   | ?                    | ?                        |  |  |       |  |  |                            |  |  |                      |  |
|                                                   |   | ?                    | ?                        |  |  |       |  |  |                            |  |  |                      |  |
| Elisabetta degli Accomanducci                     |   | ?                    |                          |  |  |       |  |  |                            |  |  |                      |  |
|                                                   |   | ?                    | ?                        |  |  |       |  |  |                            |  |  |                      |  |
|                                                   |   | ?                    | ?                        |  |  |       |  |  |                            |  |  |                      |  |
|                                                   |   | ?                    | ?                        |  |  |       |  |  |                            |  |  |                      |  |
| ?                                                 |   | ?                    |                          |  |  |       |  |  |                            |  |  |                      |  |
|                                                   |   | ?                    | ?                        |  |  |       |  |  |                            |  |  |                      |  |
|                                                   |   | ?                    | ?                        |  |  |       |  |  |                            |  |  |                      |  |
|                                                   |   | ?                    | ?                        |  |  |       |  |  |                            |  |  |                      |  |
|                                                   |   | ?                    |                          |  |  |       |  |  |                            |  |  |                      |  |